# Pyrausta napaealis
Pyrausta napaealis là một loài bướm đêm trong họ Crambidae.